# 桂林寺 (舞鶴市)

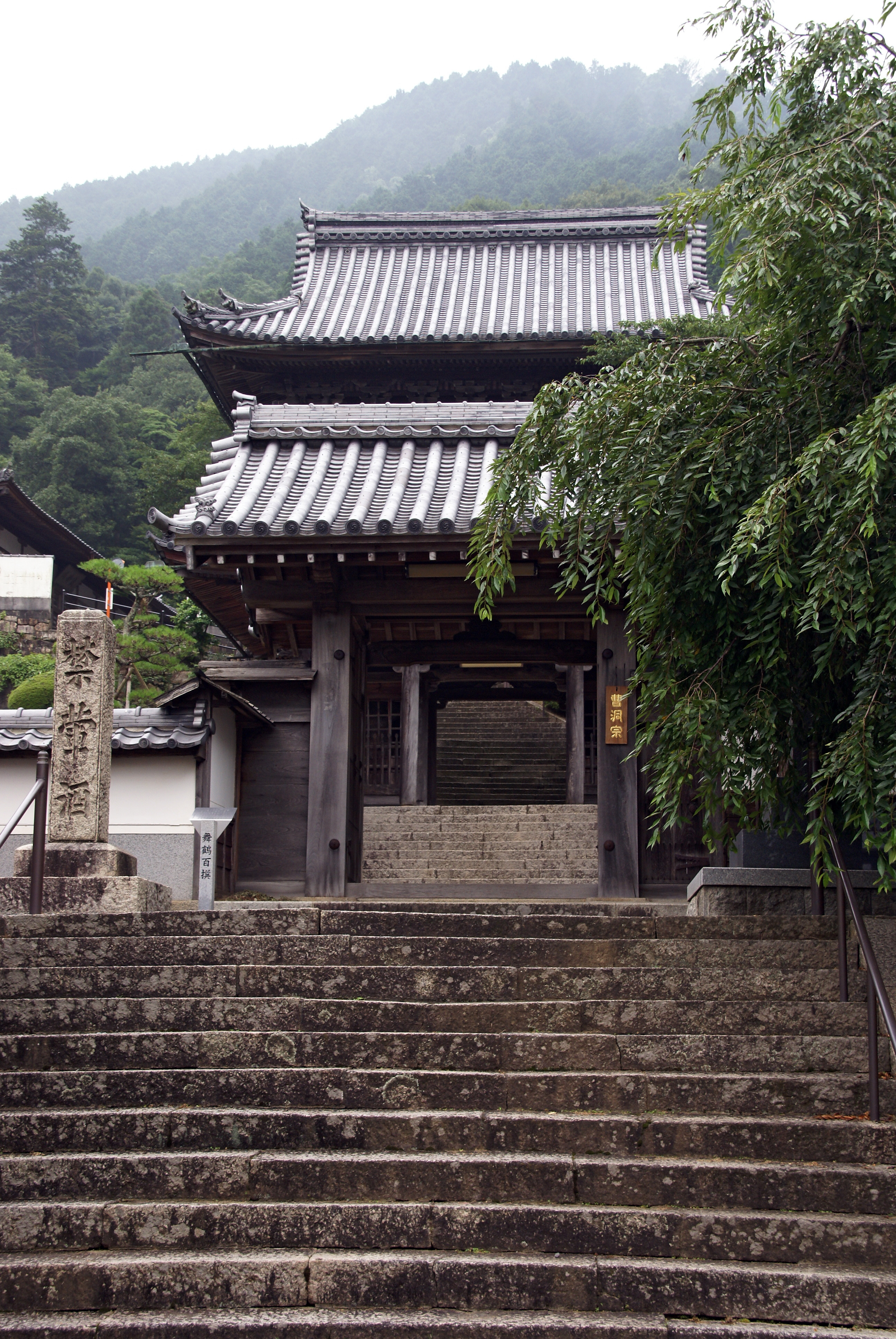
総門

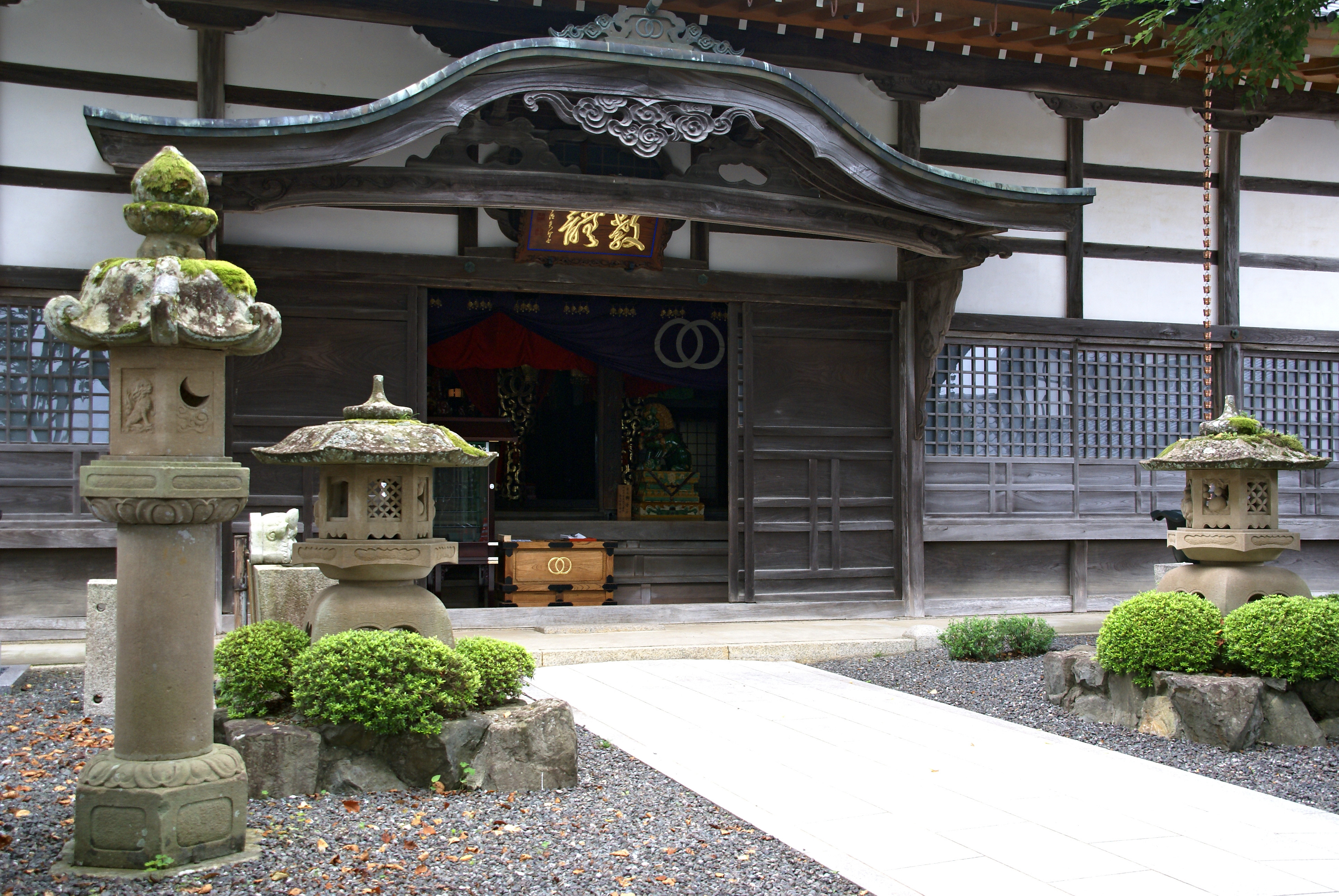
本堂前

桂林寺（けいりんじ）は、京都府舞鶴市にある、丹後有数の歴史を誇る曹洞宗中本山の禅寺。山号は天香山。

## 歴史
1401年（応永8年）、竺翁雄仙（ちくおうゆうせん）和尚により創建。1600年（慶長5年）、関ヶ原の戦いに際し6世住持の大渓は田辺城に籠城した細川幽斎を支援。その功績に対し仏涅槃図や梵鐘が細川家から寄進された。

## 境内
- 山門 - 入母屋造、三間一戸二重門。1717年（享保2年）建立。（市内最大とされる）
- 鐘楼堂 - 1935年（昭和10年）再建。下層を通路とした竜宮門形式。
- 2001年（平成13年）：開創600年記念事業として本堂屋根の葺き替えなどを挙行。

## 文化財
- 石灯籠 - 鎌倉時代後期、国の重要美術品に認定。
- 絹本著色 仏涅槃図 - 室町時代、細川忠興の寄進。京都府指定文化財
- 梵鐘 - 室町時代、舞鶴市指定文化財

## 所在地
京都府舞鶴市紺屋69

## 交通アクセス
- JR西日本 舞鶴線 西舞鶴駅から徒歩約10分

## 近隣情報
- 円隆寺
- 朝代神社
- 本行寺 (舞鶴市)
- 瑞光寺
- 愛宕山 (舞鶴市)